# Kim Andersson

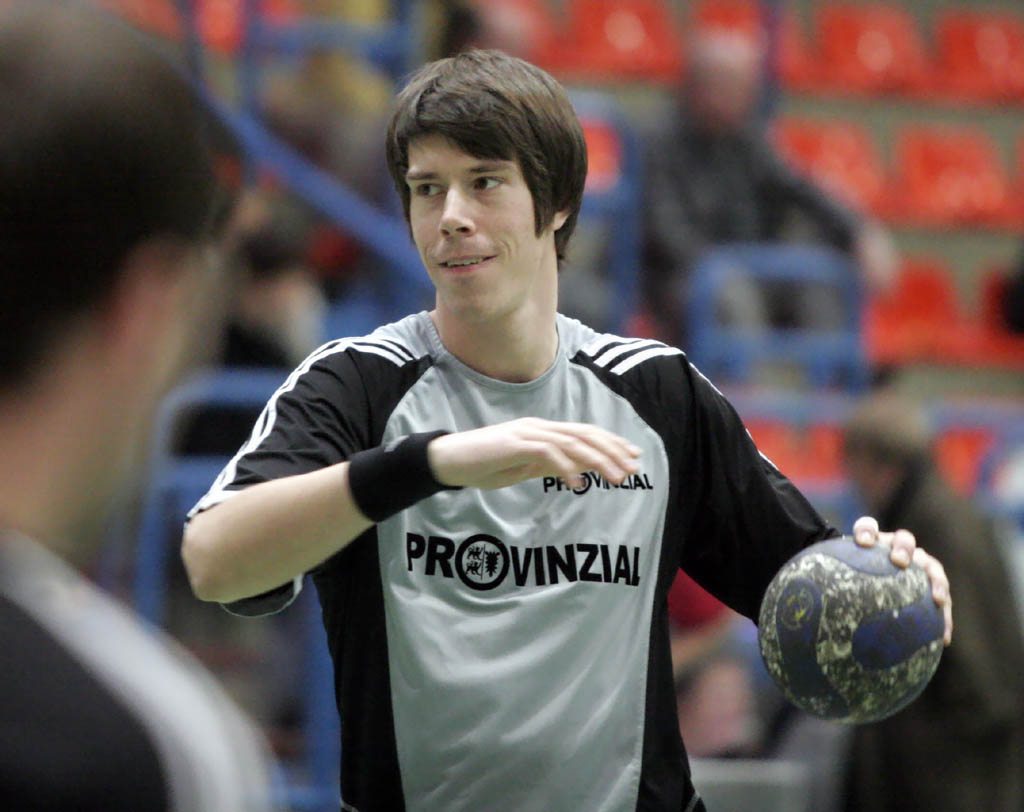
Kim Andersson i THW Kiel, 2006.

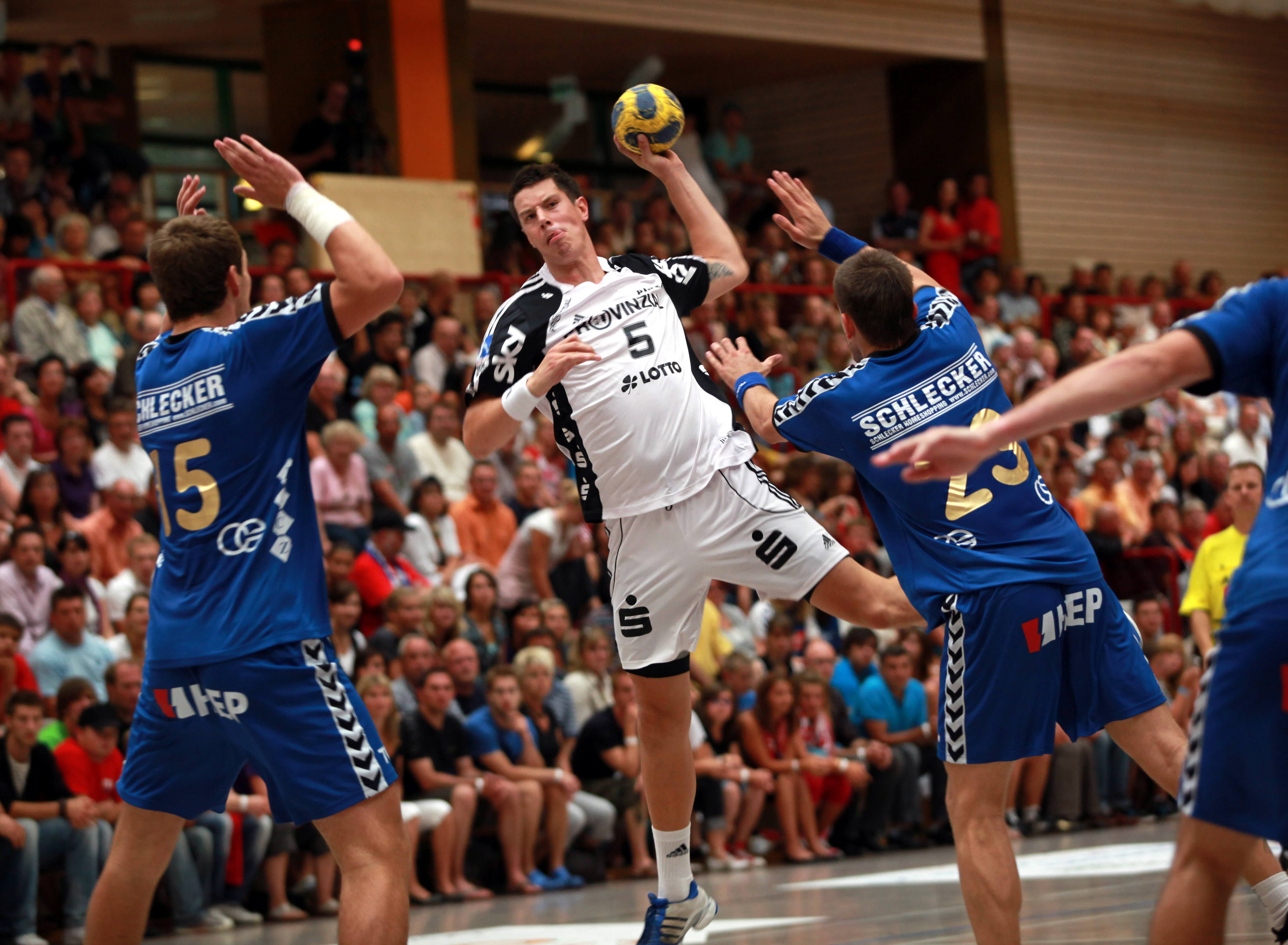
Kim Andersson med THW Kiel, 2009.

Kim Verner Andersson, född 21 augusti 1982 i Kävlinge, är en svensk tidigare professionell handbollsspelare. Han är vänsterhänt och spelade i anfall oftast som högernia. Han blev utsedd till Årets komet 2003 och till Årets handbollsspelare i Sverige 2007, 2008 och 2013. Från 2015 till 2025 spelade han i Ystads IF efter spel  i THW Kiel och KIF Kolding København. Han genomförde sln sista match i Ystad med mästerskapsseger 23 maj 2025.

## Biografi

### Svensk klubbhandboll
Kim Andersson spelade för moderklubben Kävlinge HK när han under Sverigecupen, där han spelade för Skånes Handbollförbunds distriktslag, blev "upptäckt" av Ystads IF. Han gick till Ystads IF inför säsongen 1998/1999, 16 år gammal, och debuterade för seniorlaget 1999. Han utvecklade där under de kommande åren ett fint skott och ett bra upphopp, men var fortfarande ensidig i sitt spel som renodlad skytt.
I IK Sävehof fick Kim Anderssons karriär för första gången fart på allvar. Han utvecklades mycket under ledning av Rustan Lundbäck och blev tillsammans med Jonas Larholm och Erik Fritzon en av de tongivande spelarna i laget. Han gjorde där 692 mål på fyra säsonger. De två sista säsongerna under denna sejour blev framgångsrika och Sävehof vann SM-guld två år i rad 2004 och 2005. Guldet 2004 var klubbens första SM-guld genom tiderna på herrsidan.

### TWH Kiel
Inför säsongen 2005/2006 tog Andersson flyttlasset till staden Kiel, Schleswig-Holstein, för att spela för storklubben THW Kiel. Där utvecklades han, på kort tid, till en av klubbens stöttepelare.
Säsongen 2006/2007 blev Anderssons och klubbens dittills mest framgångsrika säsong någonsin. Andersson var en stor anledning till att THW Kiel vann den "tyska trippeln" (tyska ligan, tyska cupen och tyska supercupen) och Champions League. I de två Champions League-finalerna gjorde Andersson totalt tio mål, varav det sista målet var det som gav 29–27 och slutgiltigt avgjorde finalspelet. Andersson slutade denna säsong på femte plats i Champions Leagues skytteliga med 73 gjorda mål.
I april 2010 skadade Andersson ena knät som varit småskadat en längre tid, i en match mot Frisch Auf Göppingen. Samma månad genomgick han en operation för att korrigera brosk som bildats i knät. Rehabiliteringen höll honom borta från spel i över sju månader.
Säsongen 2011/2012 med THW Kiel blev Kim Anderssons mest framgångsrika i karriären. Laget vann "trippeln" genom att bli tyska mästare (efter 34 raka vinster), tyska cupmästare och vinna Champions League (för tredje gången, för både Kiel och Andersson). Andersson röstades dessutom fram till "Årets spelare" i Bundesliga för säsongen 2011/2012, av ligans 18 tränare. Det var andra gången någonsin en svensk fått flest röster av tränarna, sedan Magnus Wislanders säsong med THW Kiel 1999/2000. Utöver framgångarna med klubblaget var Andersson också framgångsrik med Sveriges landslag under sommaren som följde, 2012. Han var tongivande då laget överraskande bärgade ett OS-silver i London. Andersson utsågs till turneringens bästa högernia.
I juni 2012 avbröt Kim Andersson kontraktet med THW Kiel, som egentligen sträckte sig till 2013, för att flytta med sin familj till Sverige. De bosatte sig i Skåne och Andersson skrev på ett kontrakt med det danska stjärnlaget AG København. En månad senare försattes AG København överraskande i konkurs, mitt under pågående OS i London. Andersson anslöt dock efter turneringen till det nybildade laget KIF Kolding København, inför den kommande säsongen, 2012/2013.

### Landslagsspel
Den 18 juni 2001 debuterade Kim Andersson i landslaget i en landskamp mot Grekland. Han mästerskapsdebuterade vid VM 2003 i Portugal. Några år senare, efter "Bengan Boys"-perioden, även känd som Sveriges landslags andra storhetstid, blev Andersson en av de viktigaste spelarna i landslaget och förblev det fram till första halvan av 2010-talet. Bland annat utnämndes Andersson till turneringens bästa högernia vid EM 2008 i Norge och OS 2012 i London.
Efter OS-silvret 2012 i London var första gången Andersson sa att han spelat sin sista match i landslaget. I april 2013 gjorde han comeback, men ådrog sig en axelskada. Han återkom vintern 2014/2015 i samband med VM 2015 i Qatar. Efter turneringen, där han tvangs avstå Sveriges åttondelsfinal (förlust mot Polen) på grund av att han drog upp den gamla axelskadan, meddelade han återigen att det var slutspelat i landslaget. Han hänvisade bland annat till sin ömmande axel som även tidigare vållat honom problem.
En ny landslagscomeback gjorde han vid OS 2016 i Rio de Janeiro. Han blev uttagen av förbundskaptenerna Ola Lindgren och Staffan Olsson, trots att Andersson fortsatt var hämmad av sin rehabiliterade skottaxel och inte deltagit under OS-kvalet utom i avgörande playoffen i april 2016. Det kan även tilläggas att Anderssons efterträdare Johan Jakobsson storspelat vid EM i januari 2016 i Polen och blivit uttagen i All star team som bästa högernia. Anderssons återkomst blev relativt misslyckat. Sverige kvalificerade sig till OS men slutade näst sist, med endast Tunisien bakom sig. Därefter kom beskedet att Anderssons landslagskarriär var över. Totalt blev det 227 landskamper och 799 landslagsmål mellan åren 2001 och 2016. Han gjorde dock en ny comeback i landslaget i en träningsmatch mot Ryssland inför VM 2019. I comebackmatchen den 5 januari 2019 gjorde han också sitt 800:e landslagsmål.

### Familj
Kim Andersson är gift och har tre barn.

## Meriter

### Inom klubblag
IK Sävehof
- Två SM-guld (2004 och 2005)

Ystads IF
- Två SM-guld (2022 och 2025)
- Ett Cup-guld (2024)

THW Kiel
- Tysk mästare: 6 (2006, 2007, 2008, 2009, 2010 och 2012)
- Tysk cupmästare: 5 (2007, 2008, 2009, 2011 och 2012)
- Tysk supercupmästare: 4 (2005, 2007, 2008 och 2011)
- Champions League-mästare: 3 (2007, 2010 och 2012)
- Europeisk supercupmästare: 1 (2007)

KIF Kolding København
- Dansk mästare: 2 (2014 och 2015)

### Inom landslag
A-landslaget
- VM 2003 i Portugal: 13:e
- EM 2004 i Slovenien: 7:a
- VM 2005 i Tunisien: 11:e
- EM 2008 i Norge: 5:a (all star-team, högernia)
- VM 2009 i Kroatien: 7:a
- EM 2010 i Österrike: 15:e
- VM 2011 i Sverige: 4:a
- EM 2012 i Serbien: 12:e
- OS 2012 i London:  Silver (all star-team, högernia)
- VM 2015 i Qatar: 10:a
- OS 2016 i Rio de Janeiro: 11:a
- VM 2019 i Sverige: 5:a

U21-landslaget
- U21-VM 2001 i Schweiz:  Brons[16]
- U21-VM 2003 i Brasilien:  Guld

### Individuella utmärkelser
Internationellt
A-landslaget
- EM 2008: All star team, bästa högernia
- OS 2012: All star team, bästa högernia

U21-landslaget
- U21-VM 2003: All star team, bästa högernia och turneringens mest värdefulla spelare (MVP)

Inhemskt
- Årets handbollsspelare i Sverige: 2007, 2008 och 2013[17]
- Elitseriens All star team, bästa högernia: 2002/2003 och 2003/2004[18]
- Årets komet 2003[19]
- Bundesligas bästa spelare 2011/2012